# Ольшвангер, Илья Саулович
Илья Саулович Ольшвангер (18 апреля 1923, Петроград —  10 марта 1979, Ленинград) — советский режиссёр театра и кино.

## Биография
Учился на филологическом факультете Ленинградского государственного университета и Ленинградском театральном институте им. А. Н. Островского. После войны окончил театральную студию при Большом драматическом театре. С конца 1940-х годов работал в качестве театрального режиссёра в Ленинграде, ставил спектакли в Александринском театре, Театре имени Комиссаржевской и других театрах Ленинграда.
Работал в Театре киноактера (Москва, 1947—1948), Гастрольном новом театре (1948—1949, Москва), Театре русской драмы Карело-Финской ССР (1949—1954, Петрозаводск), в Ленинградском областном драматическом театре (1955—1957). С 1957 по 1965 — главный режиссер, режиссер-постановщик в Театре им. В. Ф. Комиссаржевской, также постановщик спектаклей в Театре им. Ленинского комсомола (Ленинград), Театре комедии, в 1974—1975 годах — режиссёр Ленинградского театра миниатюр. Также около 20 лет руководил Народным театром при ДК им. 1-й Пятилетки. С 1976 года — режиссёр-ассистент в Ленинградском академическом театре драмы имени Пушкина.
Всего поставил около 120 спектаклей. Среди наиболее значительных: в Театре им. В. Ф. Комиссаржевской — «Светите, звезды!» (1957), «Воскресение» (1960), «Пятая колонна» (1958), «Преступление и наказание» (1962), «Живая вода» (1959). В Ленинградском академическом театре драмы имени Пушкина — «Танцы на шоссе» (1962), «Душной ночью» (1969), «Человек и глобус» (1969), «Легенда об Уленшпигеле» (1971), «Элегия» (1975), «Приглашение к жизни» (1976), «Ивушка неплакучая» (1977), «Пер Гюнт» (1979).
Похоронен на Еврейском кладбище Санкт-Петербурга.

## Фильмография
- 1965 — «На одной планете»
- 1967 — «Его звали Роберт»